# Периссе, Элоиза
Элоиза Периссе (порт. Heloísa Périssé) — бразильская актриса кино и телевидения. Начала сниматься в 1990-х годах, также пробовала себя в качестве сценариста и писателя, представила общественности книги «Mae, Voce Nao Ta Entendendo» и «O diarlo de Tali».
Актриса вышла замуж за Луга Паула, сына легендарного бразильского комедианта Шико Анасио, и родила дочь Луизу. Через 7 лет пара рассталась. Затем избранником стал режиссёр Мауро Фариас. Когда Элоизе исполнилось 39 лет, на свет родилась её вторая дочь Антония.

## Фильмография
|      |                                                |                     |            |
| Год  | Название                                       | Роль                | Примечания |
| 2012 | Проспект Бразилии                              | Монализа            |            |
| 2012 | Реальная Дерси (мини-сериал о Дерси Гонсалвес) | Дерси (в молодости) |            |
| 2011 | Зачарованная поэма                             | ?                   |            |
| 2010 | Будьте спокойны                                |                     |            |
| 2009 | Колыбель кота                                  | Таис                |            |